# Associação Académica da Universidade de Aveiro
Fundada a 28 de Junho de 1978, a Associação Académica da Universidade de Aveiro (AAUAv) é uma associação estudantil representativa de todos os estudantes da Universidade de Aveiro. Tem a sua sede na “Casa do Estudante”, situada no Campus Universitário de Santiago, Agra do Crasto, em Aveiro, em instalações da Universidade de Aveiro.
O seu papel é a representação, bem como a promoção da defesa do estudante da Universidade de Aveiro, no qual se rege pela lei vigente e pelos seus estatutos.
Além dos Órgãos Sociais, a estrutura da AAUAv é, também, composta por quatro comissões da Direção e por 48 núcleos, estando estes subdivididos em núcleos Culturais, Desportivos, Associativos e de Curso.
A Direção é atualmente liderada por António Alves, o qual tomou posse, juntamente com os restantes órgãos a janeiro de 2019. 

## Órgãos Sociais da AAUAv
- Mesa da Assembleia Geral
- Conselho Fiscal e de Jurisdição
- Direção (Administração Interna, Desporto e Cultura, Política Educativa, Apoio aos Núcleos, Comunicação e Imagem)